# Mel Lyman
Melvin James Lyman (24 de marzo de 1938 - marzo de 1978) conocido como Mel Lyman fue un músico y escritor estadounidense, fundador de la Comunidad de Fort Hill, que ha sido descrita de diversas formas como una familia, una comuna o una secta. 

## Primeros años
Lyman creció en California y Oregón. De joven, según el boletín musical The Broadside of Boston, pasó varios años viajando por el país y aprendiendo a tocar armónica y banjo con músicos como Brother Percy Randolph y Obray Ramsey.  
Durante un período a principios de la década de 1960, Lyman vivió en la ciudad de Nueva York, donde se asoció con otros artistas, cineastas, músicos y escritores. Se hizo amigo del cineasta underground Jonas Mekas, lo que le llevó a los estudios de Andy Warhol y Bruce Conner. Aprendió el arte de hacer cine con Conner e hizo algunas películas con él. 

## Músico
En 1963, Lyman se unió a la jug band de Jim Kweskin con sede en Boston como intérprete de banjo y armónica. Lyman, alguna vez llamado "el gran anciano de la armónica de 'blues' a mediados de su veintena",  es recordado en los círculos de música folk por tocar una improvisación de veinte minutos sobre el himno tradicional "Rock of Ages" al final del Newport Folk Festival de 1965 ante la multitud enardecida que salía después de la famosa aparición de Bob Dylan con una banda eléctrica. Algunos sintieron que Lyman, un músico fundamentalmente acústico, estaba ofreciendo un contraargumento sin palabras a la nueva dirección roquera de Dylan. Irwin Silber, editor de la revista Sing Out, escribió que la "armónica triste y solitaria" de Lyman proporcionó "la nota más optimista de la velada". 

## Escritor
En 1966, apoyado y financiado por Mekas, Lyman publicó su primer libro, Autobiografía de un Salvador del Mundo, que se proponía reformular las verdades espirituales y la historia oculta de una manera nueva. En 1971, Lyman publicó Mirror at the End of the Road, derivado de cartas que escribió durante sus años de formación, desde 1958 desde sus intentos iniciales de aprender y convertirse en músico, hasta principios de la década de 1960, cuando su vida se amplió y profundizó musical y personalmente. Las últimas anotaciones, de 1966, expresan sencillamente las profundas alegrías y las pérdidas más hondas que definieron y dieron dirección y significado a su vida en los años venideros. La clave del libro y de la vida que vivió después están enunciadas de forma sencilla en la dedicatoria del inicio: “A Judy, que me hizo vivir con el corazón roto”.  

## La Familia Lyman
La comunidad de Fort Hill
Fue su relación con Judy Silver lo que lo llevó a Boston en 1963. Una vez más, Lyman conoció a muchos artistas y músicos de la vibrante escena de Boston, incluido el grupo de entusiastas del LSD de Timothy Leary, la Fundación Internacional para la Libertad Interna (IFIF). Lyman estuvo involucrado por muy poco tiempo y, contra su voluntad, Judy también. Conociendo el poder del LSD, pensó que ella no estaba lista, pero afirmó: "Los cabrones de IFIF le dieron ácido... Le dije que no lo tomara. Sabía que su cabeza no lo soportaría". Los temores de Lyman resultaron estar justificados y ella dejó la universidad y regresó con sus padres en Kansas. Según una de las fuentes anónimas entrevistadas por David Felton para Rolling Stone, "Judy se puso muy mal – Esta era su segunda novia – Quiero decir que se volvió muy retorcida. No sé si fue por el ácido o por la escena o lo que sea, pero se fue. Volvió a Kansas. En el verano de 1963 ya no estaba en escena. Judy es probablemente lo más importante en la vida de Mel. Él la adoraba, la amaba de verdad. Luego ella se fue, ¿sabes? No pudo evitarlo, estaba totalmente asustada. Se la llevaron”. Lyman era, según todos los relatos, muy carismático y más tarde, después de que Judy se fuera, se formó una comunidad a su alrededor. En algún momento, Lyman comenzó a verse destinado a desempeñar el papel de fuerza y líder espiritual.
En 1966, fundó y dirigió The Lyman Family, también conocida como The Fort Hill Community, centrada en unas pocas casas en la sección Fort Hill de Roxbury, entonces un barrio pobre de Boston. Para los observadores de mediados y finales de los años sesenta, la comunidad de Fort Hill combinaba algunas de las formas externas de una comuna hippie urbana con una estructura socioespiritual neotrascendentalista centrada en Lyman, los amigos que había atraído y el gran corpus de su música y sus escritos. Uno de los incondicionales de la comunidad fue Jim Kweskin, excompañero de banda de Lyman.  Los miembros de la comunidad de Lyman incluyeron brevemente a la joven pareja Mark Frechette y Daria Halprin, dos no actores que habían sido descubiertos y elegidos por el director italiano Michelangelo Antonioni para los papeles principales en su segundo largometraje en inglés Zabriskie Point. Michael Kindman, fundador del periódico underground de East Lansing, The Paper, trabajó brevemente en Avatar y permaneció en el grupo durante cinco años. Más tarde escribió sobre sus experiencias en su libro Mi odisea a través de la prensa clandestina. El periodista y poeta Paul Williams, fundador de la revista de rock Crawdaddy y autor de Das Energi, pasó unos meses en Fort Hill. Le dijo a David Felton que había tenido que escapar al amparo de la oscuridad después de que le dijeran que no le permitirían irse.
Aunque Lyman y la familia compartían algunos atributos con los hippies – la experimentación con LSD y marihuana y el milenarismo cósmico de Lyman – en realidad no eran hippies; de hecho, el espíritu de la comunidad era virulentamente antihippie. Los miembros femeninos se vestían y se comportaban de manera conservadora y los miembros masculinos llevaban el pelo relativamente corto para los estándares de la época. Según Felton y Kindman, Lyman desaconsejaba la actividad sexual y al menos una vez ordenó a una miembro embarazada que se sometiera a un aborto. Se disuadía a las parejas de pasar tiempo privado juntas. Se esperaba que las mujeres fueran obedientes y sirvieran sólo en funciones domésticas, mientras que se esperaba que los hombres las dominaran y controlaran. Los miembros entregaban todo el dinero que tenían a la Familia. Los fondos se utilizaban para comprar casas en el área de Fort Hill para que los miembros vivieran, herramientas de construcción y vehículos, junto con equipos de grabación de sonido y video para uso de Lyman. La actividad principal de la comunidad eran los trabajos de construcción y remodelación. El objetivo principal era proporcionar un entorno de apoyo para que Lyman pudiera realizar su trabajo creativo.
Según Felton y Kindman, prevalecía una ética machista y acosadora y con frecuencia se blandían armas. Lyman parecía creer que uno sólo podía ser verdaderamente creativo cuando uno era "real" o "despierto" – definido en la práctica como experimentar dolor o ira intensos – y que el miedo y la cobardía hacían que uno permaneciera “dormido” o incluso muriera. Los miembros estaban sujetos a una disciplina rígida y a una vida altamente estructurada.
Avatar
En la primavera de 1967, la comunidad de Fort Hill se había convertido en una presencia establecida en Boston y, junto con miembros de la comunidad más amplia del área metropolitana de Boston y Cambridge, se unieron para crear y publicar el periódico underground Avatar. Contenía noticias locales, ensayos políticos y culturales, comentarios y contribuciones más personales, escritos y fotografías de varios miembros de la comunidad de Fort Hill, incluido Lyman. A lo largo del primer año de su existencia, cultivó una audiencia nacional y muchas más personas visitaron Fort Hill en ese momento, algunas de las cuales se quedaron y convirtieron en parte de la comunidad.
En lugar de la ética hippie amable y colectivista de otras publicaciones underground de la época, los escritos de Lyman en Avatar defendían una filosofía que contenía, para algunos lectores de la época, fuertes corrientes de megalomanía y nihilismo y, para otros, una poderosa voz alternativa al ethos predominante. 
 
Después de trabajar intensamente en cada número, en la primavera de 1968 la Familia obtuvo el control editorial completo de Avatar para el número final del periódico. Más tarde fundaron su propia revista, American Avatar, que continuó la dirección editorial del periódico. Los escritos de Lyman en estas publicaciones aumentaron la visibilidad y la reacción pública, tanto positiva como negativa. Sus escritos, junto con otros en las publicaciones, podían ser poéticos, filosóficos, humorísticos y confrontativos, a veces simultáneamente, como Lyman en varias ocasiones afirmó ser: la encarnación viviente de la Verdad, el hombre más grande del mundo, Jesucristo, y una entidad alienígena enviada a la Tierra en forma humana por extraterrestres. Tales pronunciamientos normalmente se pronunciaban con sumo fervor y con un uso liberal de mayúsculas en los impresos.

### La debacle del KPFK
Según Felton y Kindman, el miembro de la familia Owen deLong solicitó y finalmente consiguió un trabajo como director de programación en la emisora de radio comunitaria alternativa KPFK en Los Ángeles. Aunque no había mencionado a Lyman ni a American Avatar, deLong inmediatamente comenzó a llevar la emisora en una dirección que la gerencia y el personal consideraron peculiar. Cuando se demostró que las cintas de "historia del rhythm and blues " de Lyman habían sido grabadas a un volumen demasiado bajo para una transmisión de calidad, deLong interrumpió la tercera transmisión y pidió a los oyentes que llamaran a la emisora para quejarse del sonido. La presteza con la que se iluminó la centralita sugería una campaña planificada previamente por los miembros de la Familia. Cuando el ingeniero de grabación David Cloud le señaló esto, deLong lo agredió y posteriormente fue despedido. Más tarde, miembros de la familia, incluido Mark Frechette, llegaron a la emisora aparentemente para retirar algunos estantes que habían instalado, mientras tanto atacaban verbalmente al personal de la estación radiofónica. Se llamó a la policía y el jefe de la emisora, Marvin Segelman, contrató un guardia de seguridad privado para el local de emisión para la siguiente semana. El miembro de la familia George Peper confirmó a Felton que Lyman había ordenado el ataque.  

### La Familia post-Manson
En el programa de televisión The Dick Cavett Show de 1970, Mark Frechette dijo que el grupo de Lyman no era una comuna: "Es una 'comunidad', pero el propósito de la comunidad no es la vida en comunidad... La comunidad tiene un solo propósito, que es servir a Mel Lyman, que es el líder y el fundador de esa comunidad".
En 1971, la revista Rolling Stone publicó un extenso artículo sobre la Familia a cargo del editor asociado David Felton. El informe de la revista Rolling Stone describió un ambiente autoritario y disfuncional, que incluía un "escuadrón Karma" de élite de ultraleales para imponer la disciplina de Lyman, la predilección de la Familia por la astrología y salas de aislamiento para los miembros desobedientes de la Familia. Los miembros disputaron estos informes, pero los exmiembros corroboraron gran parte de ellos, especialmente Michael Kindman en My Odyssey Through the Underground Press. 
 
El artículo de la revista Rolling Stone apareció menos de dos años después del sonado arresto de Charles Manson y miembros de la Familia Manson por varios asesinatos, incluyendo el de la estrella en ascenso hollywoodiense Sharon Tate, embarazada de ocho meses y medio. Lyman parecía compartir algunos rasgos en común con Manson, lo que elevó el perfil de la Familia y estableció a Lyman en la mente del público como una persona extraña y posiblemente peligrosa.
En 1973, tres miembros de la Familia, incluido Frechette, organizaron un robo a un banco. Uno de los miembros fue abatido por la policía, y Frechette, sentenciado a prisión, murió en un accidente de levantamiento de pesas en la cárcel en 1975.
A diferencia de la Familia Manson, la de Lyman no estalló en un desenlace dramático. Más bien, adoptó un perfil más bajo y siguió adelante, construyendo silenciosamente sobre las relaciones formadas en los turbulentos primeros años.

### Creciendo en la Familia
Otra descripción de la vida en la Familia Lyman proviene de la actriz y guionista Guinevere Turner, quien pasó sus primeros once años (1968-1979) en la familia, siendo expulsada después de que su madre (que vivía separada de ella) escapara. Según Turner, en 1968 había cien adultos y sesenta niños en la familia que vivían "bajo el reinado" de Lyman, "un líder carismático y complicado". Les enseñaron que los forasteros carecían de alma y que era peligroso estar cerca de ellos. Los médicos eran llamados sólo en caso de emergencia. La familia tenía casas en Kansas, Los Ángeles, San Francisco, Nueva York, Boston y Martha's Vineyard, cada una con una casa para adultos y otra para los niños. Los niños eran educados en casa. Aunque Turner tenía buenos recuerdos de la camaradería entre los niños, describe el castigo para los niños como severo, incluyendo "ser encerrado en un armario durante un día entero, o ser privado de comida, o ser golpeado mientras todos los demás eran llevados a mirar, o ser objeto de rechazo, cuando a nadie se le permitía mirarte o hablarte durante días".
Turner afirma que alrededor de los trece y catorce años, las niñas eran a menudo elegidas para "casarse" por uno de los hombres adultos de la familia. Ella fue testigo de cómo una amiga lloraba después de ser "elegida" para Lyman, diciendo "que no quería tener sexo con Lyman pero sabía que pronto tendría que hacerlo". Turner también afirma que el grupo creía que "el mundo terminaría el 5 de enero de 1974" y que los miembros de la Familia debían prepararse para ser llevados a Venus en un OVNI: cuando esto no ocurrió, los miembros cuyas "almas no estaban listas" fueron culpados por haber impedido que Lyman participara en la ascensión.
De adulta, Turner fue invitada a regresar con la Familia y pasó varios días visitándolos antes de irse a la universidad. Ella relata haber sentido "una oleada de amor y pertenencia" en el complejo antes de sentirse alienada por los roles de género tradicionales. Al darse cuenta de que no tenía lugar entre ellos, se fue para siempre.

## Muerte
A mediados de la década de 1980, los pocos miembros que quedaban de la comunidad de Fort Hill anunciaron que Lyman había muerto en 1978, a los 40 años. Sin embargo, como señala el escritor Ryan Walsh, la comunidad "nunca presentó un certificado de defunción, ni proporcionó detalles sobre cómo falleció, ni reveló qué hicieron con sus restos. No hubo ninguna investigación legal".: 49  Un miembro de la comunidad de Fort Hill, hablando con Walsh bajo condición de anonimato, dijo que Lyman "tomó intencionadamente una sobredosis de medicamentos en Los Ángeles, California, en algún momento de 1978" después de una larga enfermedad.: 302 
Tras la muerte de Lyman, la Familia evolucionó hasta convertirse en una familia extendida más pequeña y convencional. Las habilidades adquiridas en la remodelación de las estructuras del complejo residencial del grupo llevaron a la fundación de la Fort Hill Construction Company. 

## Publicaciones
- Liman, Mel. Autobiografía de un salvador del mundo (Nueva York, Jonas Press, 1966)
- Liman, Mel. El espejo al final del camino (American Avatar, 1971) (Distribuida por Ballantine Books )
- Escritos de Avatar: véase artículos y columnas de Mel Lyman, Avatar 1967-68, American Avatar 1968-69 en el archivo Mel Lyman de Steve Trussel.
- Otros escritos: véase índices de columnas, artículos, etc. en el archivo Mel Lyman de Steve Trussel.
- El célebre ensayista Bruce Chatwin escribió sobre la comunidad de Fort Hill en “ La familia Lyman: una historia ” en su libro ¿Qué estoy haciendo aquí? (Picador, 1989). Ensayo completo reimpreso en el archivo Mel Lyman de Steve Trussel. Trussel incluye una página de anotaciones que explican que muchas de las afirmaciones de Chatwin son extremas y no coinciden con los hechos.

## Discografía
- American Avatar: Loves Comes Rolling Down (Warner Bros./Reprise 6353, 1970)
- Jim Kweskin's America, (Warner Bros.Reprise Records 6464, 1971), productor (como Richard D. Herbruck) e intérprete.
- Lyman apareció como instrumentista en varias pistas de otros álbumes. Consulte Mel Lyman: Música grabada para obtener una lista completa.